# Suki Lahav
Suki Lahav, född 16 juli 1951 i  Kibbutz Ayelet HaShahar, är en israelisk violinist och sångerska, som en kort tid spelade i Bruce Springsteens E Street Band. Hon medverkade på albumen The Wild, the Innocent & the E Street Shuffle och Born to Run. Mest tydligt hörs hon på låten "Jungleland". Hon lämnade bandet 1975 för att flytta tillbaka till Israel.